# Rustem Kazakov
Rustem Kazakov (Uzbekistán, Unión Soviética, 2 de enero de 1947) fue un deportista soviético especialista en lucha grecorromana donde llegó a ser campeón olímpico en Múnich 1972.

## Carrera deportiva
En los Juegos Olímpicos de 1972 celebrados en Múnich ganó la medalla de oro en lucha grecorromana de pesos de hasta 57 kg, por delante del luchador alemán Hans-Jürgen Veil (plata) y del finlandés Risto Björlin (bronce).